# Binissafullet
Binissafullet, ou selon sa dénomination complète le village talayotique de Binissafullet, également dénommé Binissafullet Nou, est un site archéologique situé dans la municipalité de Sant Lluís, dans le sud-est de l'île de Minorque, dans l'archipel des Baléares, en Espagne. Le site, daté de l'Âge du fer, appartient à la culture talayotique.

## Historique
Le site est occupé dès la fin de l'Âge du bronze, au début du Ier millénaire av. J.-C. Il atteint son apogée durant les IVe et IIIe siècles av. J.-C.. Il était encore habité à l'époque almohade.
Le site a été fouillé en 1990-1991 par Lluís Plantalamor et en 1995 par J.M. Gual. Il a été partiellement restauré, notamment l'enceinte à taula. Le matériel archéologique découvert est conservé au musée de Minorque.
Binissafullet a été déclaré bien d'intérêt culturel en 2004 (numéro d'enregistrement RI-55-0000819). En 2013, l'Espagne a proposé l'inscription du site, au titre de la « culture talayotique de Minorque », sur la liste indicative de l'UNESCO, préalable à une possible inscription au patrimoine mondial.

## Description

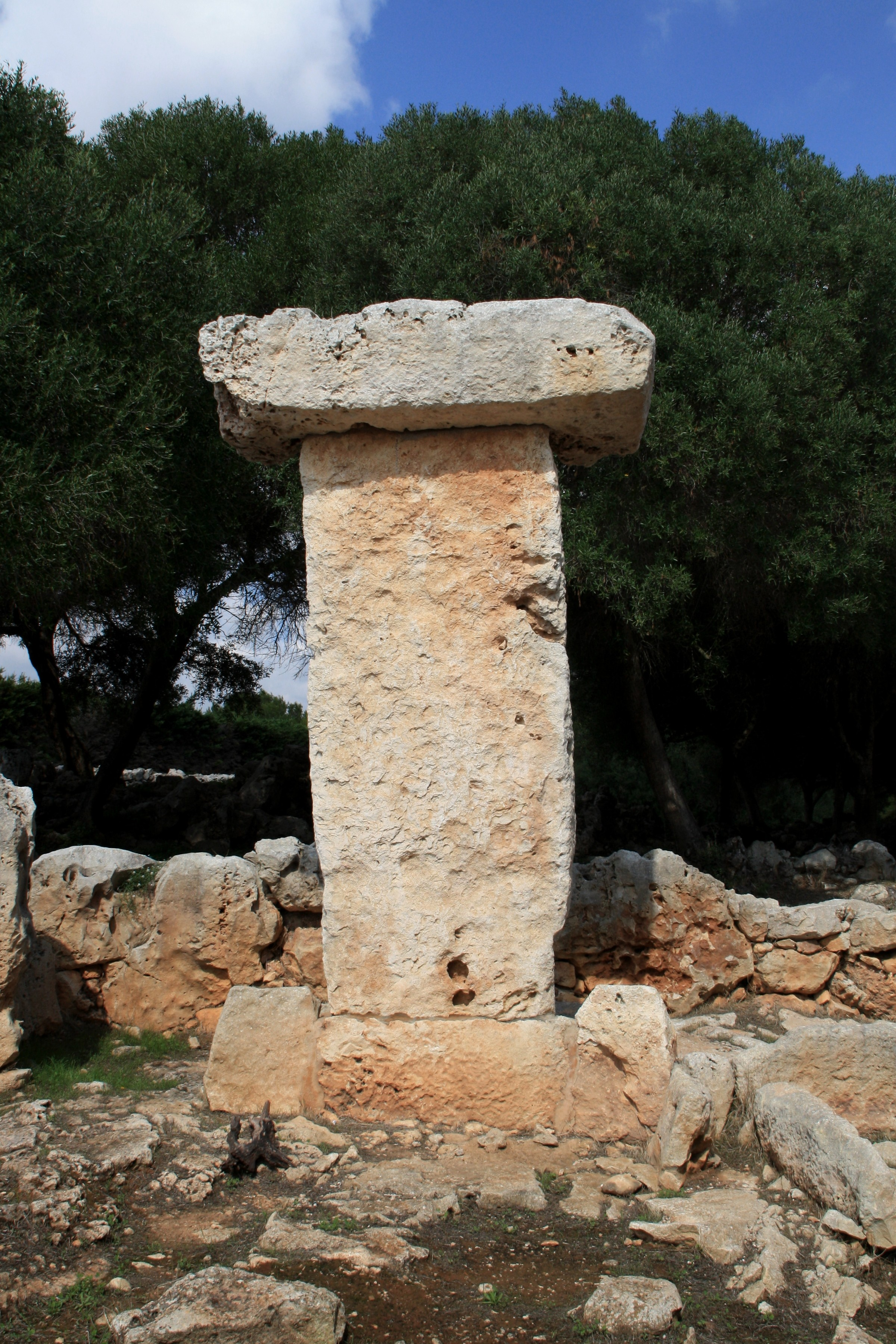
Taula avec base, fût et chapiteau.

Binissafullet est un site d'une superficie d'environ 6 000 m2. Il comporte plusieurs édifices caractéristiques des villages de la culture talayotique : un talayot, une enceinte à taula, des vestiges d'habitations du type cercles qui n'ont pas été fouillés et une salle hypostyle.
Situé au centre du site sur une colline du haut de laquelle on peut apercevoir le village talayotique voisin de Torello, le talayot est de forme tronconique avec une base circulaire de 15 m de diamètre. Le talayot est en mauvais état car il a servi de carrière pour la production de gravier, et sa hauteur actuelle est limitée à 2,80 m.
Une salle hypostyle, d'une largeur de 5 m maximum, est adossée au talayot sur le côté est. Elle comporte encore une colonne centrale surmontée d'une dalle de toiture.
L'enceinte à taula diffère de la forme habituelle (en fer à cheval) observée chez les autres édifices de ce type, avec ici un plan plus carré avec des coins arrondis. L'accès d'origine a été muré à l'époque romaine ou almohade. Le support monolithe de la taula repose sur une base en pierre bordée de chaque côté par deux autres pierres, cas unique à Minorque. Le monolithe mesure 3,30 m de hauteur pour 1,68 mde largeur et 0,41 m d'épaisseur. Le chapiteau mesure 1,95 m de long, sur 0,88 m de large et de 45 à 47 cm d'épaisseur. Deux foyers ont été découvert dans le périmètre de la taula. Les fouilles ont également mis au jour, derrière la taula, de nombreux fragments d'amphores puniques et de poteries talayotiques, ainsi que des ossements d'animaux (agneaux, chevreaux), suggérant l'organisation de rituels impliquant des libations et le sacrifice d'animaux en lien avec la taula. Une épaisse couche de cendre a été découverte à droite de la taula.
Deux citernes, reliées par un canal, ont été creusées à 1,20 m de profondeur dans la roche.
Au nord du talayot, on peut voir une section de 9 m de long de l'ancien mur de protection du village, construit avec de gros blocs de pierre.